# Winifred McNair
Winifred Margaret Slocock, angleška tenisačica, * 9. avgust 1877, Donnington, Anglija, † 28. marec 1954, Kensington, Greater London, Anglija.
Leta 1913 se je uvrstila v finale turnirja za Prvenstvo Anglije, kjer jo je premagala Dorothea Lambert-Chambers v dveh nizih. V konkurenci ženskih dvojic je istega leta osvojila turnir skupaj z Doro Boothby, v konkurence mešanih dvojic se je v letih 1921 in 1922 uvrstila v polfinale. Nastopila je na Olimpijskih igrah 1920, kjer je osvojila naslov olimpijske prvakinje v konkurenci ženskih dvojic skupaj s Kitty McKane.

## Finali Grand Slamov

### Posamično (1)

#### Porazi (1)
| Leto | Turnir            | Nasprotnica v finalu      | Rezultat finala |
| 1913 | Prvenstvo Anglije | Dorothea Lambert-Chambers | 0–6, 4–6        |

### Ženske dvojice (1)

#### Zmage (1)
| Leto | Turnir            | Partnerica   | Nasprotnici v finalu                              | Rezultat finala |
| 1913 | Prvenstvo Anglije | Dora Boothby | Charlotte Cooper Sterry Dorothea Lambert Chambers | 4–6, 2–4 pred.  |